# 环癸烷
环癸烷（化学式：C10H20）是十个碳的环烷烃。